# Aurel Dragoș Munteanu
Aurel Dragoș Munteanu (n. 16 ianuarie 1942 în Lăpușna, județul Lăpușna, România, astăzi în Republica Moldova – d. 30 mai 2005 la New York, SUA) a fost un prozator și eseist român, primul director al TVR post-decembriste, ambasador al României în SUA, ambasador al României la ONU și președinte al Consiliului de Securitate ONU.
La data de 9 februarie 1990 Aurel Dragoș Munteanu a fost eliberat, la cerere, din funcția de președinte al Radioteleviziunii Române.
La data de 23 februarie 1990 Aurel Dragoș Munteanu a fost numit în funcția de ambasador al României pe lângă Organizația Națiunilor Unite.
Este înmormântat în orașul Washington D.C., SUA.

## Opera
- După-amiază neliniștită, povestiri, București, 1967;
- Singuri, roman, București, 1968;
- Scarabeul sacru, roman, București, 1970;
- Opera și destinul scriitorului, eseuri, București, 1972;
- Marile iubiri, roman, București, 1977.

## Legături externe
- Marile iubiri - Paginile lui Aurel Dragoș Munteanu Arhivat în 29 septembrie 2007, la Wayback Machine., marileiubiri.org
- Et in Arcadia Ego Arhivat în 6 martie 2016, la Wayback Machine., marileiubiri.org

Articole biografice
- Ileana Munteanu (I): Un neliniștit al spiritului, 10 nov 2006, Ileana Munteanu, Ziarul de Duminică
- Un destin deloc comun: Aurel-Dragoș Munteanu[nefuncțională]
, 9 iunie 2005, Jurnalul Național
- Publicistul Aurel Dragoș Munteanu protestează față de persecutarea scriitorilor[nefuncțională]
, 7 mai 2009, Jurnalul Național
- Fișă Aurel Dragoș Munteanu Ianuarie 1989[nefuncțională]
, 14 ianuarie 2009, Jurnalul Național